# Mauro Balata
Mauro Franco Balata (Tempio Pausania, 26 giugno 1963) è un dirigente sportivo italiano, dal 2017 al 2024 presidente della Lega Nazionale Professionisti Serie B del calcio italiano.

## Biografia
Nato in Gallura dove vive fino agli anni del liceo, si laurea in giurisprudenza a Sassari. Divenuto avvocato cassazionista, si trasferisce a Roma, ove fonda un proprio studio legale. È stato membro del Comitato Scientifico della Camera Arbitrale nazionale ed internazionale presso l'Ordine degli avvocati di Roma nonché docente della scuola forense Vittorio Emanuele Orlando. Collabora con l'Università per gli stranieri di Perugia e con l'Università di Siena, in veste di commissario d'esame della cattedra di Diritto Costituzionale Comparato. Membro della Commissione diritto dello Sport del Consiglio Nazionale Forense e del Comitato Scientifico del Corso di Diritto e Processo Sportivo per l’alta formazione di professionisti di estrazione forense sempre del CNF.
Nel 1990 ha partecipato al bando per essere nominato membro della Procura federale della FIGC; da allora segue da vicino tutte le più importanti vicende che hanno coinvolto il mondo del calcio. Per la Federcalcio ha ricoperto la carica di procuratore federale interregionale.
In ambito extracalcistico ha poi presieduto la Commissione Procuratori della Federazione Italiana Pallacanestro dal 2004 al 2008; è inoltre membro della commissione di esame della cattedra di diritto costituzionale comparato dell’università degli Studi di Siena, diretta dal professor Roberto Borrello, nonché del consiglio scientifico del Mastersport dell’università degli Studi di Parma.
Il 13 settembre 2017 viene nominato commissario della Lega Nazionale Professionisti B (organo preposto al governo del campionato di calcio di seconda divisione italiana); il 23 novembre successivo ne viene eletto presidente. Al 2018 con l'elezione di Gabriele Gravina a presidente della FIGC Balata è consigliere federale. Sotto la sua presidenza viene approvato il nuovo statuto della Lega, il format del campionato viene riportato a 20 squadre (come era fino alla stagione sportiva 2002-2003) e viene introdotta la tecnologia VAR-Video Assistant Referee. Il 7 gennaio 2021 viene rieletto per un secondo mandato. Due mesi più tardi il presidente Gravina lo chiama a sostituire Massimo Ambrosini come capo delegazione dell’Under-21.
Il 14 marzo 2023 è stato eletto all’unanimità, dal Consiglio federale, componente del Comitato di Presidenza della FIGC.
Il 16 dicembre 2024 lascia il posto da presidente della Lega B a Paolo Bedin.

## Controversie
A seguito della mancata iscrizione al campionato di Serie B 2018-2019 di Bari, Avellino e Cesena, ha deliberato, su sostegno unanime delle restanti 19 squadre iscritte alla competizione, di bloccare i ripescaggi. Tale decisione, inizialmente respinta dal commissario straordinario della FIGC Roberto Fabbricini, è stata da quest'ultimo in seguito accolta, suscitando numerose polemiche per la tempistica con cui è stata presa da parte delle società pretendenti il ripescaggio in cadetteria, dall'allora presidente della Serie C Gabriele Gravina, nonché dal Sottosegretario di Stato alla Presidenza del Consiglio dei ministri Giancarlo Giorgetti.
Nel settembre dello stesso anno, ha suscitato scalpore la decisione della Lega B di impugnare il verdetto che sanciva la riammissione della Virtus Entella al campionato cadetto in corso, vista la retrocessione a tavolino all'ultimo posto del Cesena: complice l'attesa per l'evolversi delle vicende giudiziarie, la squadra ligure non è scesa in campo per tutto il mese di ottobre. Di nuovo contro la mancata riammissione della squadra di Chiavari si sono schierati, fra gli altri, il nuovo presidente della Lega Pro Francesco Ghirelli e il Sottosegretario Giorgetti. Tuttavia nonostante decine di ricorsi e di verdetti, tutti gli organi di grado federali e amministrativi hanno sancito la correttezza normativa delle scelte di Balata e della Lega Serie B riportando il campionato al suo format storico di 20 squadre.
A campionato concluso, hanno generato ancora polemiche i repentini provvedimenti adottati a seguito della decisione del TFN di retrocedere all'ultimo posto del campionato corrente il Palermo: nello specifico, viene contestato il mancato posticipo della disputa dei playoff, a cui la società rosanero, giunta terza, aveva ottenuto il diritto di partecipare, in attesa di conoscere l'esito del ricorso presentato dalla stessa. Inoltre, la decisione di annullare i playout considerando come quarta retrocessa proprio la squadra palermitana ha suscitato l'ira del Foggia, che ha visto così negarsi la possibilità di accedere, per mezzo di uno scorrimento della classifica, agli spareggi salvezza, nonché le perplessità del presidente della FIGC Gravina, che ha messo in dubbio il potere della Lega B di deliberare una simile scelta e ha chiesto al Collegio di Garanzia dello Sport un parere in merito. Dopo aver ricevuto dalla Sezione Consultiva dell'organo interpellato parere favorevole alla disputa degli spareggi-salvezza, Balata ha disposto lo svolgimento dei playout, scontrandosi con il Consiglio direttivo della Lega B che in precedenza aveva optato per il suo annullamento. Nel frattempo, la decisione della Corte d'appello della Figc ha di fatto risolto tutte le controversie in atto: il Palermo non è stato più retrocesso ma penalizzato di 20 punti, venendo quindi escluso dalla griglia dei playoff senza al contempo variare la parte della classifica coinvolta nella lotta salvezza.
Il 31 ottobre 2020 il suo atteggiamento in merito al mancato rinvio della partita Salernitana-Reggiana con conseguente sconfitta a tavolino per la squadra emiliana, impossibilitata a scendere in campo a causa di un numero elevato di giocatori positivi al SARS-CoV-2, è stato oggetto di polemiche da parte di alcuni tesserati del club di Reggio Emilia.. A seguito di ciò la Lega B ha affermato statuto alla mano di non possedere le competenze per stabilire il rinvio della partita.
È stata oggetto di critiche anche la delibera adottata dalla Lega B il 26 novembre 2020 volta a diminuire da 4 a 3 il numero di retrocessioni in Serie C e aumentare in questo modo a 21 le squadre partecipanti al campionato cadetto nella stagione 2020-2021: il presidente della serie C Francesco Ghirelli ha contestato il mancato coinvolgimento delle altre Leghe nell'intraprendere una simile decisione, l'anomalia di un campionato a 21 squadre e il cambio di opinione dei componenti della Lega B che in passato si erano mostrati intenzionati a ridurre ulteriormente a 18 il numero dei club partecipanti. Lo stesso Balata nel 2019 aveva rimarcato la necessità di un campionato a 18 squadre per motivi di sostenibilità economica e, con l'aggravarsi della pandemia COVID-19 nel 2020, aveva chiesto al governo ristori economici. Invece, il 9 dicembre 2020, a seguito della nuova delibera emessa che prevede dalla stagione 2021-2022 una serie cadetta composta da 20 squadre con 3 promozioni e 3 retrocessioni, Balata ha definito la proposta di un campionato a 21 squadre come soltanto un'iniziativa provocatoria per diminuire a tre il numero delle retrocessioni dalla B alla C tanto che grazie a questa iniziativa il tema è stato più volte ripreso anche dal presidente della Figc Gravina nell'ambito della necessità della riforma dei campionati. Da altri ancora le dichiarazioni di Balata sono state giudicate propedeutiche a un'esclusiva campagna elettorale in vista del rinnovamento della governance della Lega B nel 2021 anche se la delibera era stata in realtà presa quasi all'unanimità dall'Assemblea.